# 豊橋市立西郷小学校
豊橋市立西郷小学校（とよはししりつ さいごう しょうがっこう）は、愛知県豊橋市北東部の石巻萩平（いしまきはぎひら）町にある小学校。

この小学校の卒業生は豊橋市立石巻中学校へ通う。

## 校名
西郷は西鄕とも書く。西郷の名は地名から来たものであるが、戦国時代の文明10年以降に呼ばれた名とされる。元は小野田庄、太陽寺郷などの名があったと言う。それをさかのぼる昔、藤原氏系の九州の西郷氏が、三河国守護となった仁木義長（仁木氏）に連れられて三河国の守護代となった。これが三河西郷氏である。15世紀半ば、西郷稠頼（つぎより、つぐより、又は、ちかより）・頼嗣（よりつぐ）親子の代の時三河国岡崎城を築城し初代城主となっている。この一族が岡崎より旧八名郡のこの辺り一帯に住み、西郷と呼ばれるように成ったと言うのが通説である。
後に西郷正勝の外孫が西郷清員の養女となって徳川家康の側室となり、2代征夷大将軍徳川秀忠・尾張国清洲藩（同県清須市）初代藩主松平忠吉（東条松平家を継ぐ）の生母となる。この生母こそ、西郷局（名は愛、院号は竜泉院・宝台院）である。三河西郷氏は江戸時代初期は安房国東条藩（千葉県鴨川市東町）や下野国上田藩（栃木県下都賀郡壬生町）で大名（後期は旗本）であった。幕末の奥州会津藩（福島県会津若松市）家老の西郷頼母もこの三河西郷氏の血統と言われる。
また、明治維新の立役者九州薩摩藩（鹿児島県鹿児島市）の西郷隆盛も、三河国に移住せず九州に残った西郷一族のところに島津氏が攻め込み臣従した家とされ、この西郷家の遠縁という。

## 学校の沿革
- 1872年（明治5年） -  八名郡萩平村の竜泉寺に西郷学校が設立される。
- 1873年（明治6年） - 第9中学区第36番小学西郷学校が開校。
- 1876年（明治9年） - 第9中学区小学萩平学校に改名。
- 1890年（明治23年） - 八名郡尋常小学萩平学校に。
- 1892年（明治25年） - 八名郡西郷尋常小学校に。
- 1902年（明治35年） - 高等科設置。西郷村立西郷尋常高等小学校に。
- 1907年（明治40年） - 石巻村立西郷尋常高等小学校に。
- 1941年（昭和16年） - 石巻村西郷国民学校に。
- 1947年（昭和22年） - 石巻村立西郷小学校に。
- 1955年（昭和30年） - 豊橋市立西郷小学校（現在の校名）に。

## 校区内の城址
学校正門の横に城址・古戦場の地図と説明文が有る。
- 五本松城 – 永禄4年（1561年）西郷正勝が築城し、月ヶ谷（わちがや）城｛愛知県豊橋市嵩山（すせ）町｝から三河西郷氏の本城を移転。但し、翌年、今川氏真家臣の朝比奈氏に攻められ落城。
- 西川城 – 三河西郷氏の支城。西郷清員が城主となる。後に三河吉田藩主小笠原山城守長矩が弟小笠原長秋に2000石を授けここに陣屋を置く。

## 青い目の人形・コネタ
青い目の人形・コネタは戦前に日米友好親善のために米国より日本の小学校へ寄贈された複数の人形のうちの1体であり、1931年（昭和6年）に西郷小学校に到来し現存しているものである。コネタは寄贈時に米国で付けられた名前であるが、この人形の生誕地とされる米国オハイオ州ワパコネタ（Wapakoneta）に由来する。
1941年（昭和16年）からの日米の戦争の際に、かつて寄贈されたこれらの人形たちは敵国の象徴として竹槍で突かれたり、焼き捨てられたりしてその多くが失われたが、西郷小学校ではある教師が引き取って庇い、彼が召集されて戦地に赴く際にも事前に西郷小学校の押入に密かに隠して置いたためにコネタは難を逃れ、終戦後42年にあたる1987年（昭和62年）にその押入から発見され今に伝えられている。
1996年（平成8年）1月にはコネタの故郷である米国ワパコネタに一時帰国が実現され、これをきっかけに地元・オハイオ州ノースリッジ（North Ridgeville）小学校との国際交流が結ばれている。2008年11月にレプリカ2体が製作され、その1つがノースリッジ小学校に寄贈され、もう一つは西郷小学校でこの出来事を生徒たちが学ぶための教材に使用されている。

## 所在地
〒441-1103 愛知県豊橋市石巻萩平町城脇164番地-2